# Bratja Daskałowi (gmina)
Bratja Daskałowi (bułg. Община Братя Даскалови) – gmina w południowej Bułgarii, w obwodzie Stara Zagora.

## Miejscowości
Miejscowości wchodzące w skład gminy Bratja Daskałowi:
- Bratja Daskałowi (bułg.: Братя Даскалови) − siedziba gminy,
- Czerna gora (bułg.: Черна гора),
- Dołno Nowo seło (bułg.: Долно Ново село),
- Golam doł (bułg.: Голям дол),
- Gorno Belewo (bułg.: Горно Белево),
- Gorno Nowo seło (bułg.: Горно Ново село),
- Granit (bułg.: Гранит),
- Kolu Marinowo (bułg.: Колю Мариново),
- Małko Drjanowo (bułg.: Малко Дряново),
- Małyk doł (bułg.: Малък дол),
- Markowo (bułg.: Марково),
- Medowo (bułg.: Медово),
- Mirowo (bułg.: Мирово),
- Najdenowo (bułg.: Найденово),
- Opyłczenec (bułg.: Опълченец),
- Orizowo (bułg.: Оризово),
- Partizanin (bułg.: Партизанин),
- Płodowitowo (bułg.: Плодовитово),
- Prawosław (bułg.: Православ),
- Sławjanin (bułg.: Славянин),
- Syedinenie (bułg.: Съединение),
- Syrnewec (bułg.: Сърневец),
- Weren (bułg.: Верен).